# 639-й штурмовой авиационный полк
639-й штурмовой авиационный орденов Суворова и Кутузова полк — авиационная воинская часть ВВС РККА штурмовой авиации, принимавшая участие в Великой Отечественной войне.

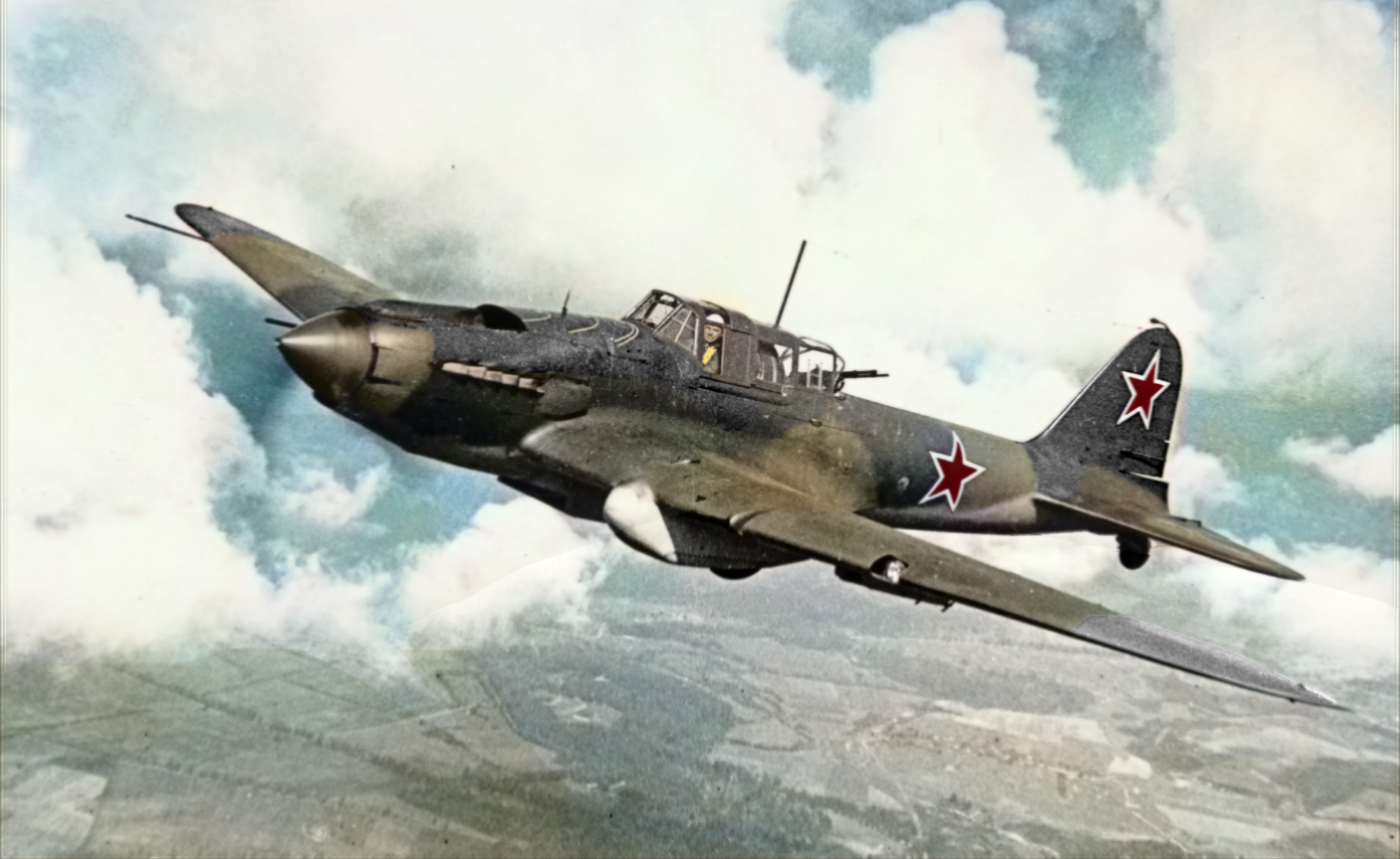
На вооружение полка самолёт Ил-2 поступил в июне 1942 года.

## Наименование полка
- 639-й легкобомбардировочный авиационный полк (01.02.1942);
- 639-й ближнебомбардировочный авиационный полк (05.02.1942);
- 639-й транспортный авиационный полк (05.04.1942);
- 639-й штурмовой авиационный полк (24.06.1942 г.);
- 639-й штурмовой авиационный полк (24.06.1942 г.);
- 639-й штурмовой авиационный ордена Кутузова полк (05.04.1945 г.);
- 639-й штурмовой авиационный орденов Суворова и Кутузова полк (26.04.1945 г.).

## История и боевой путь полка
Полк начал своё формирование в январе 1942 года в составе авиации Резерва Ставки ВГК как 639 легкобомбардировочный авиационный полк. В феврале 1942 года полк вошел в боевой состав ВВС Калининского фронта и с 5 февраля приступил к ведению боевых действий. 5 апреля 1942 года полк переименован в транспортный полк, а 17 апреля 1942 года он был выведен из боевого состава и убыл на переформирование в ВВС Приволжского военного округа, в состав 12-го запасного авиаполка 1-й запасной штурмовой авиабригады.
В составе 1 запасной штурмовой авиабригады полк был переформирован в штурмовой и укомплектован самолётами Ил-2, и в июне 1942 года убыл на фронт в состав 224-й штурмовой авиационной дивизии 1 ВА Западного фронта. В составе дивизии полк принимал участие в Ржевской битве. Понеся значительные потери, полк в ноябре 1942 года вновь убыл в 1 запасную штурмовую бригаду на доукомплектование, где пробыл до мая 1943 года. С 6 мая 1943 года полк вылетел на Калининский фронт.
18 мая 1943 года полк прибыл в состав 211-й штурмовой авиационной дивизии на Калининский фронт и приступил к дополнительной  подготовке молодых лётчиков, только поступившем из школ и частей. Рядовой летный состав полка закончил школу в феврале 1943 года и имел налет на Ил-2: 2 часа — 2 человека, от 10 до 18 часов — 4 человека, 36 часов − 1 человек, 96 часов — 1 человек. Воздушными стрелками полк был укомплектован из числа мастеров по вооружению и авиамехаников при 12 запасном авиаполку. В полк они прибыли в день вылета полка на фронт — 6 мая 1943 года. С 22 по 28 мая личный состав полка выполнял полеты по плану учебно-боевой подготовки.
Боевую работу полк начал 12 августа 1943 года. Полк выполнял боевые задачи в сложных метеоусловиях при сильно противодействии авиации и зенитной артиллерии противника. Всего с 18 мая по 20 сентября 1943 года полк выполнил 281 боевой вылет, уничтожил до 120 автомашин, до 8 бронемашин, до 650 солдат и офицеров, до 28 точек зенитной артиллерии, до 22 точек зенитных пулеметов, до 12 танков и 8 полевых орудий, 1 радиостанцию, взорвано 5 складов и уничтожено 7 минометных батарей.
7 октября 1943 года в ходе Невельской операции полк производил боевые действия с задачей уничтожения отходящих сил противника по дорогам в районе Лиозно-Виляжковичи-Колышки и по дороге Лиозно-Витебск. Выполнено 23 боевых вылета. Уничтожено до 44 автомашин, до 105 солдат и офицеров, до 14 повозок, 5 самоходных орудий. Боевой состав на 8 октября составил 17 самолётов и 25 летчиков.
25 ноября 1943 года полк был передан во вновь формируемую 335 штурмовую авиадивизию 3 ВА 1 Прибалтийского фронта, с которой прошел свой боевой путь до конца войны. После формирования дивизия приняла участие в Городокской операции.
В конце апреля 1944 года полк был передан в состав 189-й ночной бомбардировочной авиадивизии, переформированной в штурмовую. С 1 мая 1944 года полк вошел в её боевой состав. Закончив формирование, дивизия в середине августа прибыла в распоряжение командующего 17-й Воздушной армии. С 13 августа 1944 года дивизия вошла в боевой состав армии и начала боевые действия на 3 Украинском фронте.
Первое боевое крещение дивизия приняла в Ясско-Кишиневской операции, в ходе которой полк нанес противнику большой урон в технике и живой силе и оказал эффективную поддержку наземным войскам.
28 сентября 1944 года дивизия вошла в состав 10 штурмового авиакорпуса и прошла боевой путь в его составе до конца войны. В конце сентября 1944 года полк в составе дивизии выполнял задачи по дезорганизации железнодорожных и автомобильных перевозок противника, уничтожению его живой силы и боевой техники на марше и в районах сосредоточения, наносил удары по аэродромам Земун и Нови-Сад. С 8 октября 1944 года полк поддерживал совместное наступление югославских и болгарских войск на направлениях Ниш — Лесковац, Скопье — Велес.
С 14 октября 1944 года полк прикрывает войска, штурмующие Белград. После завершения операции по освобождению Белграда полк вместе с дивизией был переброшен на левобережье Дуная для наступления в глубь Венгрии. В то же время полк не прекращал вылеты на поддержку боевых действий Народно-освободительной армии Югославии (НОАЮ). С 29 октября полк принимал участие в уничтожении перед фронтом югославских войск техники и живой силы противника, отходившего в район Чалак — Кралево. В начале ноября полк действовал по вызову с наземных пунктов управления для штурмовки и бомбардировки противника на дорогах Нови-Пазар — Сьеница. В первых числах ноября 1944 года полк оказывал поддержку войскам фронта в захвате плацдармов на правом берегу Дуная. После захвата плацдармов 7 — 9 ноября прикрывал с воздуха плацдармы и переправы, обеспечивая сосредоточение войск фронта для развертывания дальнейших боевых действий по освобождению Венгрии. В декабре полк в составе дивизии содействовал наступлению НОАЮ и частям 4, 57 и 46 армий, 7 механизированному и 5 кавалерийскому корпусам. 23 и 24 декабря 1944 года полк совместно с другими полками дивизии большими группами Ил-2 наносил удары по контратакующим танкам, пехоте и резервам противника. На следующий день, несмотря на неблагоприятные метеоусловия, полк, действуя с малых высот и с бреющего полёта, наносил последовательные удары по танкам, артиллерии и транспортным средствам противника на прифронтовых дорогах и на поле боя, содействуя успешному наступлению наземных войск. Секешфехервар был взят 23 декабря, а город Бичке — 24 декабря. С 26 декабря полк принимает участие в боях за Эстергом.
После окружения будапештской группировки в начале 1945 года полк участвовал в оказании помощи войскам в отражении контрударов противника юго-восточнее Комарно, 7 января из района севернее Секешфехервара и 18 января из района южнее Секешфехервара. Основной задачей была борьба с танками противника. В феврале полк наносил удары по живой силе и технике противника в районах Галамбош, Мклькут, Деч, Дунапентеле, Н. Перката, и по дорогам Адони-Саболч, Шерегельеш; Шаркерестур, Аба; Калоз, Шапонья; Тац, Батьян. С попутным выполнением задач штурмовики вели разведку и уничтожали живую силу и технику противника в местах обнаружения. За февраль полк потерял одного летчика.
К 1 марта 1945 года все полки дивизии базируются на аэродроме Бугаци Пуста, а с 7 марта полк совместно с 707-м штурмовым перебазирован на аэроузел Эчень. С 6 марта 1945 года все полки дивизии принимают участие в Балатонской оборонительной операции. С 16 по 24 марта полк выполнял задачу по нанесению ударов по живой силе и технике противника в районе Чоб, Сабад, Калоз, Дег, Балатонкенеше, Лепшень, Веспрем, Чопак. С двадцатых чисел марта полк поддерживает войска, наступающие на Вену. Всего полк выполнил 321 боевой вылет. Удары наносились в основном по колоннам отступающих войск и по опорным пунктам и узлам сопротивления. С 25 марта войска фронта вышли на оперативный простор и дивизия получила задачу по уничтожению танков, артиллерии, автомашин и живой силы противника в районах Шюмег, Занка, Вигонт, Рези, Кормач, Пахок, Кестель, Бегене, Таламбок. С 25 по 31 марта полк выполнил 218 боевых вылетов.
С 1 по 18 апреля получена задача по уничтожению танков, артиллерии, автомашин и живой силы противника в районах Вены, Золопати, Пола, Бец, Холошан, Чаковец, Дольни Михалевец. Полк выполнил 443 боевых вылетов. Всего за Венскую операцию полк выполнил 1283 боевых вылетов, было сброшено 429426 кг бомб. В воздушных боях полк сбил 5 самолётов. Свои потери: 4 летчика, 6 стрелков, 11 Ил-2.
Утром 27 апреля полк с аэродрома Шепте начал поддержку войск 3-го Украинского фронта, возобновивших наступление в западном направлении с целью уничтожения и пленения фашистских войск. Наиболее напряжённую работу полк вел 7 мая. Праздник Победы авиаторы полка встретили на аэроузле Тасар в Венгрии. 17 мая 1945 года в соответствии с приказом командующего 17-й воздушной армией полк приступил к боевой и политической подготовке в новых, мирных условиях.
В июле 1945 года полк с дивизией были перебазированы с аэроузла Тасар (Венгрия) на аэродромный узел Брасов (Румыния), а 21 августа 1945 года полк перебазирован на аэродромный узел Мизил (Румыния). 15 октября 1945 года полк был перебазирован с аэродрома Мизил на аэродром Фетешти (Румыния).
В связи с сокращением ВС после войны 639 штурмовой авиационный орденов Суворова и Кутузова полк был расформирован в составе 10-го штурмового авиационного корпуса 17-й воздушной армии Южной группы войск на аэродроме Фетешти (Румыния).

## Командиры полка
- майор, подполковник (с 1944 г.) Цуркан Степан Акимович, — 15.06.1945
- майор Кренделев Николай Иванович, 09.1945 — 11.1945
- майор Заболотнов Александр Михайлович, 11.1945 — 04.1946

## Участие в операциях и битвах
- Ржевская битва с 1 июня по 1 ноября 1942 года
- Ржевско-Сычёвская наступательная операция с 30 июля по 1 октября 1942 года
- Cмоленская стратегическая наступательная операция (Операция «Суворов»)
  - Духовщинско-Демидовская наступательная операция с 14 сентября по 2 октября 1943 года.
- Невельская наступательная операция с 6 октября 1943 года по октябрь 1943 года.
- Городокская операция[2] с 13 по 31 декабря 1943 года.
- Ясско-Кишинёвская операция с 20 по 29 августа 1944 года.
- Белградская операция с 28 сентября по 20 октября 1944 года.
- Будапештская операция с 29 октября 1944 года по 13 февраля 1945 года
- Апатин-Капошварская наступательная операция с 7 ноября по 10 декабря 1944 года
- Балатонская оборонительная операция с 6 по 15 марта 1945 года
- Венская операция с 16 марта по 15 апреля 1945 года:
- Веспремская наступательная операция с 16 по 25 марта 1945 года
- Шопрон-Баденская наступательная операция с 26 марта по 6 апреля 1945 года
- Надьканиже-Кёрмендская наступательная операция с 16 марта по 15 апреля 1945 года
- Штурм Вены с 26 марта по 4 апреля 1945 года
- Грацско-Амштеттенская наступательная операция с 25 апреля по 5 мая 1945 года

## В составе объединений
| Дата          | Фронт (округ)             | Армия                            | Корпус                                     | Дивизия                                           | Примечания |
| ------------- | ------------------------- | -------------------------------- | ------------------------------------------ | ------------------------------------------------- | ---------- |
| 01.01.1942 г. | Резерв Ставки ВГК         | авиация Резерва                  | -                                          | -                                                 | -          |
| 01.02.1942 г. | Калининский фронт         | ВВС Калининского фронта          | -                                          | -                                                 | -          |
| 17.04.1942 г. | Приволжский военный округ | ВВС Приволжского военного округа | 1-я запасная штурмовая авиационная бригада | 12 запасной авиационный полк                      | -          |
| 01.06.1942 г. | Западный фронт            | 1-я воздушная армия              | -                                          | 224-я штурмовая авиационная дивизия               | -          |
| 01.11.1942 г. | Приволжский военный округ | ВВС Приволжского военного округа | 1-я запасная штурмовая авиационная бригада | 12 запасной авиационный полк                      | -          |
| 18.05.1943 г. | Калининский фронт         | 2-я воздушная армия              | -                                          | 211-я штурмовая авиационная дивизия               | -          |
| 20.10.1943 г. | 1-й Прибалтийский фронт   | 2-я воздушная армия              | -                                          | 211-я штурмовая авиационная дивизия               | -          |
| 20.10.1943 г. | 1-й Прибалтийский фронт   | 2-я воздушная армия              | -                                          | 335-я штурмовая авиационная дивизия               | -          |
| 01.05.1944 г. | Московский военный округ  | ВВС Московского военного округа  | -                                          | 189-я ночная бомбардировочная авиационная дивизия | -          |
| 08.05.1944 г. | Московский военный округ  | ВВС Московского военного округа  | -                                          | 189-я штурмовая авиационная дивизия               | -          |
| 13.08.1944 г. | 3-й Украинский фронт      | 17-я воздушная армия             | -                                          | 189-я штурмовая авиационная дивизия               | -          |
| 28.09.1944 г. | 3-й Украинский фронт      | 17-я воздушная армия             | 10-й штурмовой авиационный корпус          | 189-я штурмовая авиационная дивизия               | -          |
| 09.05.1945 г. | 1-й Украинский фронт      | 17-я воздушная армия             | 10-й штурмовой авиационный корпус          | 189-я штурмовая авиационная дивизия               | -          |
| 15.06.1945 г. | Южная группа войск        | 17-я воздушная армия             | 10-й штурмовой авиационный корпус          | 189-я штурмовая авиационная дивизия               | -          |
| 01.05.1946 г. | Южная группа войск        | 17-я воздушная армия             | 10-й штурмовой авиационный корпус          | -                                                 | -          |

## Отличившиеся воины
- Разин Иван Петрович, лейтенант, старший лётчик 639-го штурмового авиационного полка 189-й штурмовой авиационной дивизии 10-го штурмового авиационного корпуса 17-й воздушной армии Указом Президиума Верховного Совета СССР 18 августа 1945 года удостоен звания Герой Советского Союза. Золотая Звезда № 8653.

## Награды
- 639-й штурмовой авиационный полк за образцовое выполнение заданий командования в боях с немецкими захватчиками при овладении городом Будапешт и проявленные при этом доблесть и мужество Указом Президиума Верховного Совета СССР от 5 апреля 1945 года награждён орденом Кутузова III степени[3].
- 639-й штурмовой авиационный ордена Кутузова полк за образцовое выполнение заданий командования в боях с немецкими захватчиками при овладении городами Секешфехервар, Мор, Зирез, Веспрем, Эньинг и проявленные при этом доблесть и мужество Указом Президиума Верховного Совета СССР от 26 апреля 1945 года награждён орденом Суворова III степени[3].

## Воины полка, совершившие огненный таран
Огненный таран совершили:
- старший лётчик полка лейтенант Рысев Михаил Илларионович, 03.01.1945 года в районе города Троян (Венгрия) был сбит огнем зенитной артиллерии. Направил свой самолёт на колонну техники.

## Благодарности Верховного Главнокомандующего
За отличные боевые действия полку в составе дивизии объявлены благодарности Верховного Главнокомандующего:
- За отличие в боях при прорыве обороны противника южнее Бендер и крупных населенных пунктов Каушаны, Чимишлия, Лейпциг, Тарутино[4].
- За отличие в боях при форсировании Дуная и прорыве обороны противника, овладении городами и крупными узлами коммуникаций Печ, Ватажек, Мохач и более 330 других населенных пунктов[5].
- За отличие в боях при завершении разгрома окруженной группировки противника в Будапеште и полным овладением столицей Венгрии городом Будапешт — стратегически важным узлом обороны немцев на путях к Вене[6]
- За отличие в боях при овладении городами Секешфехервар, Мор, Зирез, Веспрем, Эньинг, а также более 350 других населенных пунктов[7].
- За отличие в боях при форсировании реки Раба и за овладение городами Чорно и Шарвар — важными узлами железных дорог и сильными опорными пунктами обороны немцев, прикрывающими пути к границам Австрии[8].
- За отличие при прорыве обороны немцев южнее озера Балатон и овладении Залаэгерсегом, Кестелем и городами Надьбайом, Бегене, Марцали и Надьятад — сильными опорными пунктами обороны немцев, прикрывающими нефтяной район Надьканижа[9].
- За отличие в боях при овладении центром нефтяной промышленности Венгрии городом Надьканижа — важным узлом дорог и сильным опорным пунктом обороны немцев[10].
- За отличие в боях при овладении столицей Австрии городом Вена — стратегически важным узлом обороны немцев, прикрывающим пути к южным районам Германии[11].

## Базирование
| Период                  | Место базирования                  |
| ----------------------- | ---------------------------------- |
| 01.03.1945 — 05.1945    | Бугаци Пуста, Эчень, Шепте Венгрия |
| 09.05.1945 — 09.1945    | Тасар Венгрия                      |
| 07.1945 — 21.08.1945    | Брасов (ныне Брашов), Румыния      |
| 21.08.1945 — 15.10.1945 | Мизил, Румыния                     |
| 15.10.1945 — 05.1946    | Фетешти, Румыния                   |